# ローライ

ローライ社のロゴ

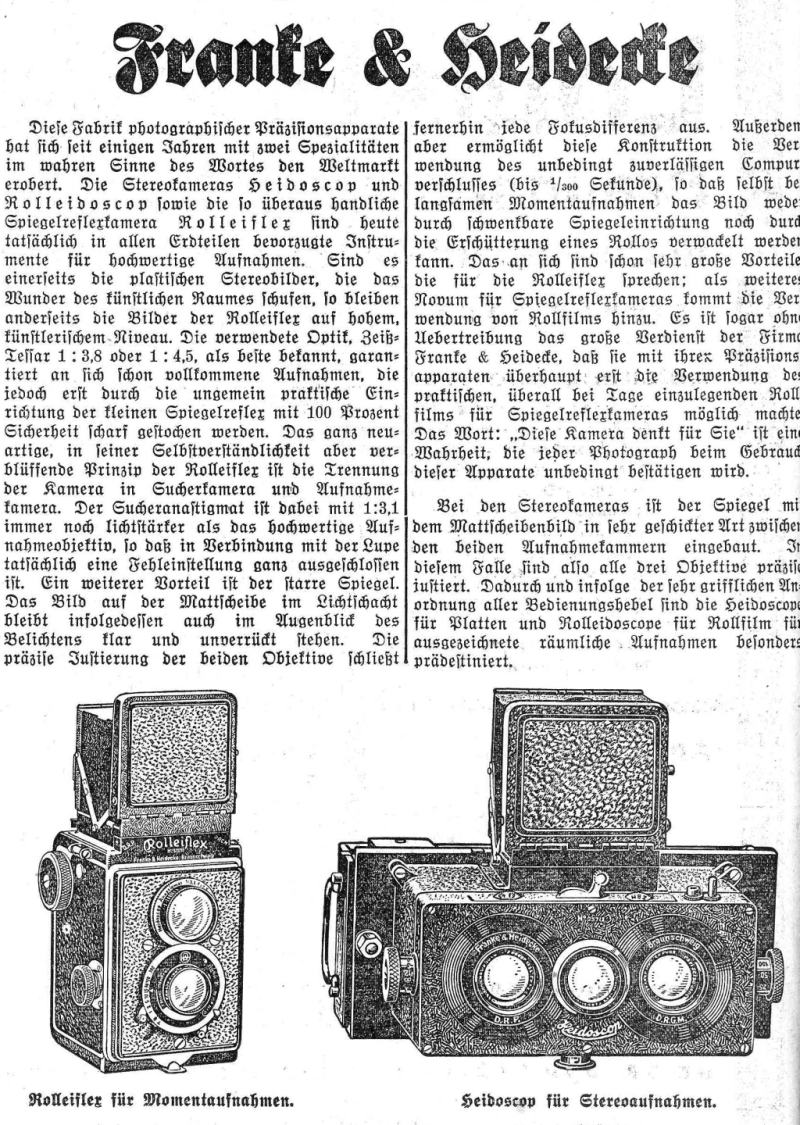
フランケ&ハイデッケ時代初期のパンフレット

ローライ (Rollei GmbH) は、ドイツベルリンのカメラメーカーである。1920年にハンブルクで Werkstatt fur Feinmechanik und Optik, Franke & Heidecke として設立。1962年に Rollei-Werke Franke & Heidecke、1979年に Rollei-Werke Franke & Heidecke GmbH & Co. KG、1981年に Rollei Fototechnik GmbH & Co. KG、2004年に Rollei GmbH となった。
創業者はフォクトレンダーを退社したパウル・フランケ （Paul Franke、1888–1950年） とラインホルト・ハイデッケ （Reinhold Heidecke、1881–1960年） の2人。
二眼レフカメラの元祖となったローライフレックスシリーズが有名であり、21世紀はじめまで二眼レフカメラを製造していた。コンパクトカメラブームを巻き起こしたローライ35シリーズも有名である。世界で初めて6×6cm判オートフォーカスカメラを世に送り出すなど6×6cm判新鋭一眼レフカメラなども製造していた。現在は、三脚やフィルターなど、映像関連のアクセサリーの製造・販売を行っている。
レンズは世界中で高い評価を受けているカール・ツァイスやシュナイダー・クロイツナッハ製で、ローライ独自のHFT（High-Fidelity-Transfer）と呼ばれる高精密蒸着多層コーティングを施して採用している。

## 歴史
- 1920年 - フランケ＆ハイデッケ（Franke & Heidecke GmbH ）としてブラウンシュヴァイクに創業。
- 1921年 - 最初の製品、三眼レフステレオカメラハイドスコープを発売。
- 1929年 - ハイドスコープを改造し6×6cm判二眼レフカメラとしてローライフレックスオリジナルを発売。6×6cm判カメラとしても二眼レフカメラとしても世界初であり、当時斬新なカメラで世界中を席巻した。
- 1967年 - ローライ35発売によりコンパクトカメラブームを巻き起こした。
- 1972年 - フォクトレンダーの商標権を購入した。
- 1981年 - 倒産。
- 1982年 - ローライフォトテヒニクとして再生、初代社長はノルベルト・プラット（Norbert Platt ）。

## 日本市場
日本での輸入代理店は1980年と1982年にはローライジャパン、1983年と1984年にはドイインターナショナル、1986年には日本シイベルヘグナー（現DKSHジャパン）、1998年にはプロシスであったが、駒村商会、ケンコープロフェショナルイメージングを経て、2024年現在はビーハーフとなっている。

## 16mmフィルム使用カメラ

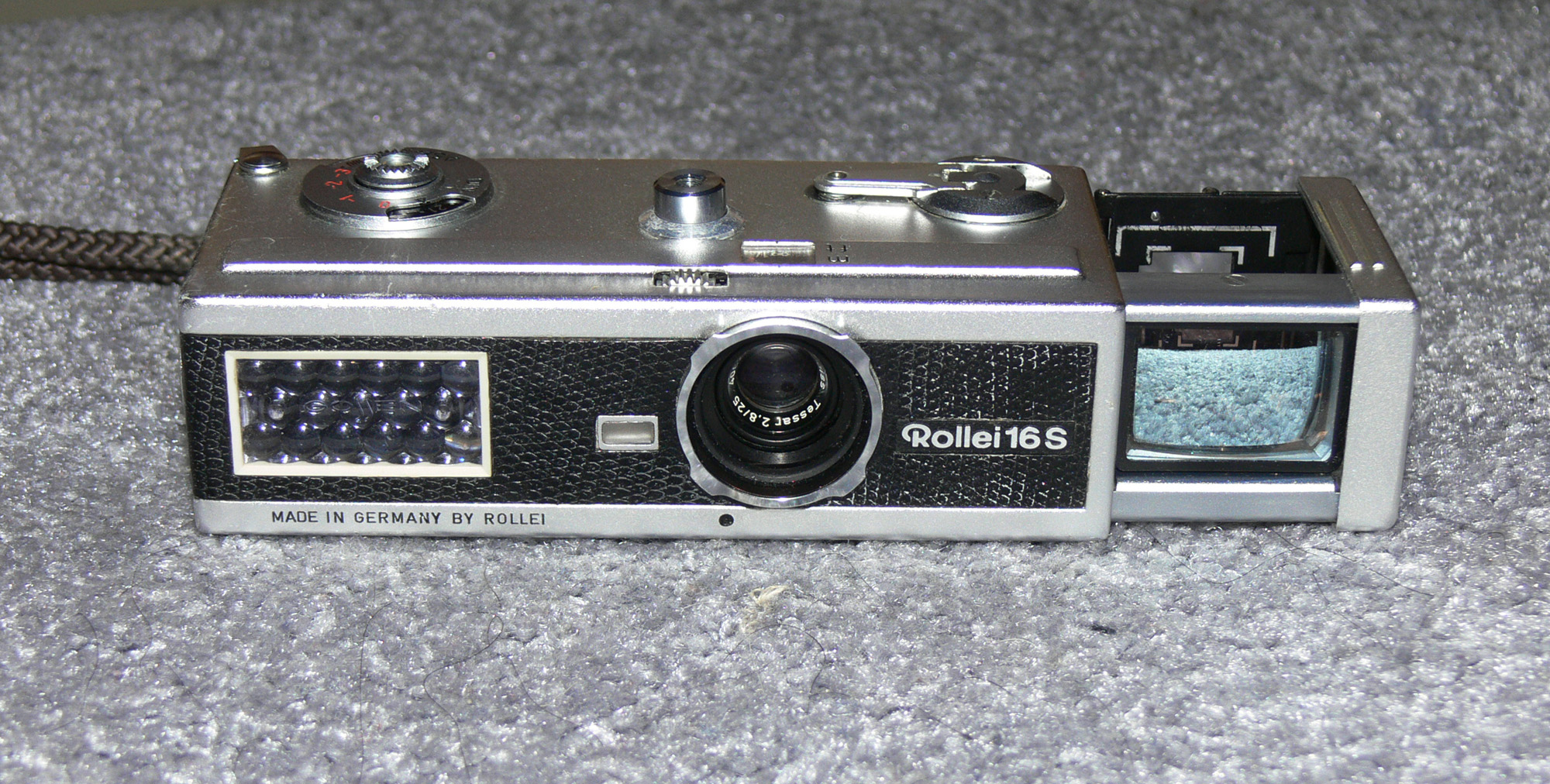
Rollei16 S

- ローライ16（Rollei 16 、1963年発売）
- ローライ16 S（Rollei 16 S 、1965年発売）

## 110フィルム使用カメラ

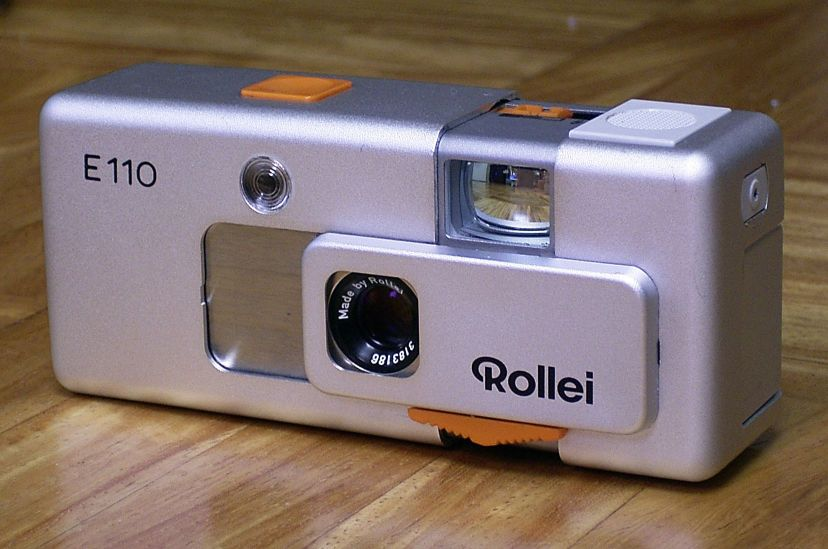
E110

- ローライA110（Rollei A110 、1975年発売） - 1974年のフォトキナで発表された。ボディを左右にスライドさせることによってフィルム巻き上げをする点はローライA26と同様。ブラックとクロームがある。シャッターはプログラムAE。レンズはテッサー23mmF2.8。電池はPX27。設計はハインツ・ヴァースケ[7]。
- ローライE110（Rollei E110 、1976年発売） - 絞り優先オートの普及機。クロームのみ。レンズはテッサー23mmF2.8。電池はPX27。設計はハインツ・ヴァースケ[7]。

## 120フィルム使用カメラ

### 三眼レフステレオカメラ
二眼レフカメラの原型となった。撮影レンズ、ビューレンズ、撮影レンズの順に横に並び、ファインダーフッドは中央から上に開く。
- ハイドスコープ（Heidoscop 、1925年発売） - 6×13cm判写真乾板を使用し、レンズはテッサー7.5cmF4.5[8]。
- ローライドスコープ（Rolleidoscop 、1926年発売、1939年仕様変更） - 前期型は117フィルムを使用し6×13cm判、シャッターはデッケル製ステレオコンパウンド。1939年にシャッターがステレオコンパー（Stereo Compur ）になり、120フィルムを使用するよう仕様が変更された。レンズはテッサー7.5cmF4.5[9]。

### 二眼レフカメラ

#### ローライフレックス6×6シリーズ
ローライの名を世界に知らしめた6×6cm判二眼レフカメラ。二眼レフカメラはこのシリーズが世界の元祖である。Eシリーズ以降はオプションでゴッセンの露出計を装備した。
アタッチメントは初期の製品ではφ28.5mmカブセ式、初期を除くテッサー75mmF3.5/クセナー75mmF3.5装着モデルはバヨネットI型、テッサー80mmF2.8装着モデルは専用バヨネット、プラナー75mmF3.5/クセノター75mmF3.5装着モデルはバヨネットII型、ビオメター80mmF2.8/プラナー80mmF2.8/クセノター80mmF2.8装着モデル及びテレローライフレックスではバヨネットIII型、ワイドアングルローライフレックス及びローライフレックス4.0FWではバヨネットIV型を使用する。

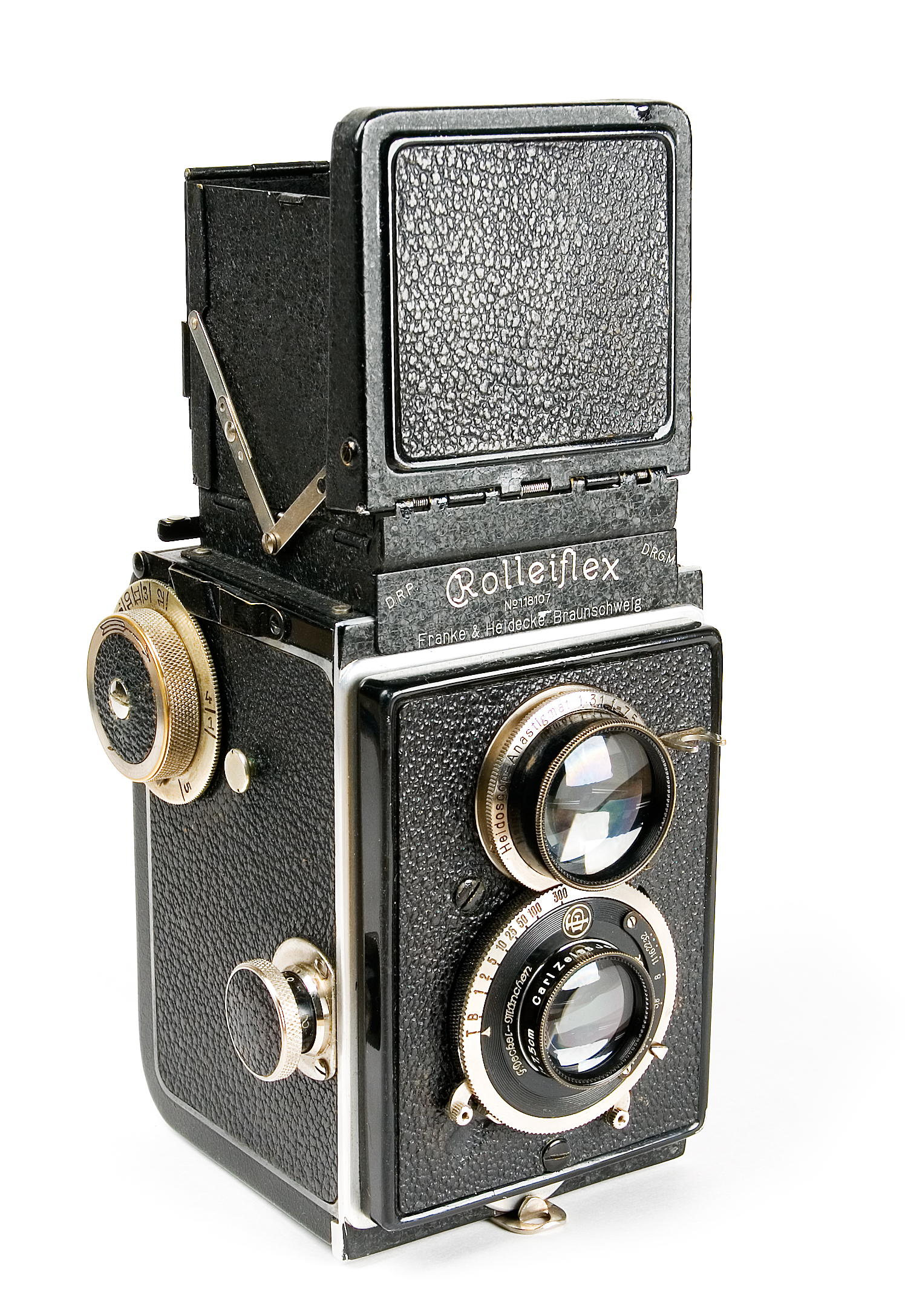
フレックスオリジナル

- ローライフレックスオリジナル（Rolleiflex Original 、1928年試作、1929年発売[9]） - 最初の二眼レフカメラにしてその基本的な形を完成したカメラ。基本的には原型となったローライドスコープを片目にして縦にした構造。117フィルムを使用し6枚撮り、120フィルムが使用できるよう後に改造された個体もある[9]。フィルム装填は赤窓式、巻き上げは赤窓を見ながらノブ巻き上げ。シャッターは裸のレンズシャッターが外に出ておりチャージレバーでチャージしレリーズレバーでレリーズする。レンズはテッサー7.5cmF4.5またはテッサー7.5cmF3.8。シリアルナンバーは1から199999[9]。

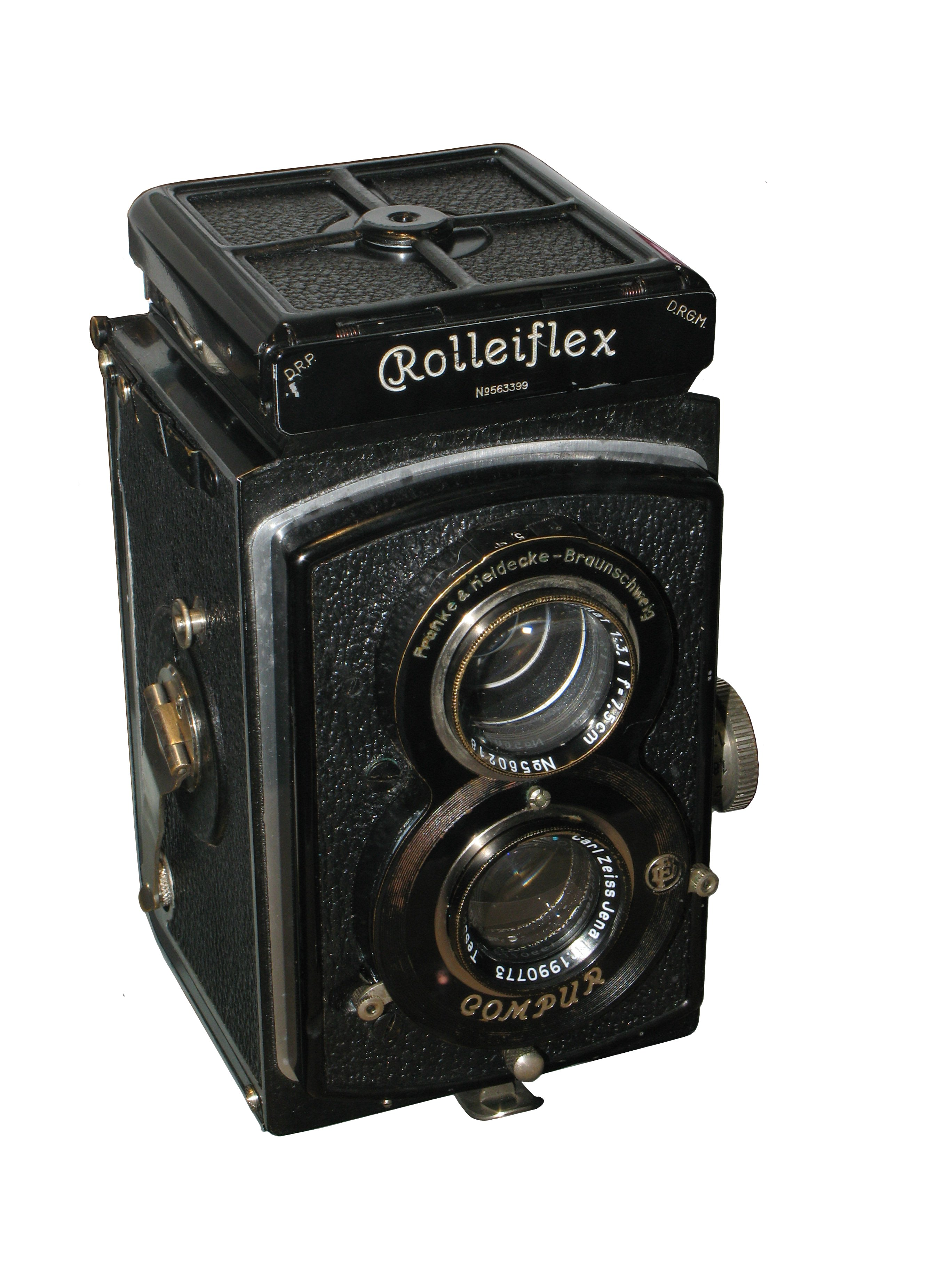
フレックススタンダード

- ローライフレックススタンダード（Rolleiflex Standard 、1932年発売[11]） - 117フィルムを使用し6枚撮り、または120フィルムを使用し12枚撮り。シャッターレバーはシャッターレリーズと逆方向に動かすとシャッターチャージするようになっており迅速に撮影でき、この操作系は後にローライコードシリーズに引き継がれた。フィルム装填は赤窓式。巻き上げはクランク式で、クランクが止まるところまで1回巻き上げると巻き上げ完了。レンズは前期型がテッサー7.5cmF4.5またはテッサー7.5cmF3.8、後期型はテッサー75mmF3.5。シャッターは前期型はデッケルのコンパーで最高速1/300秒、後期型はコンパーラピッドで最高速1/500秒。後期型ではスクリーンに水準器が仕込まれている。ファインダーフッドの前枠のみ挙げるとスポーツファインダーとなる。目の位置はファインダー枠中心の鏡に自分の瞳孔を写すことで規定する。シリアルナンバーは200000から567550[11]。
- ローライフレックスオートマット（Rolleiflex Automat 、1937年発売） - フィルム装填がオートマット。デザインも近代化され、いわゆるローライフレックスの典型的な姿になった。レンズはテッサー7.5cmF3.5。途中でシャッターロックのためシャッターボタン周辺にカバーが装着された。バヨネットマウントは当初撮影レンズのみだったが後にファインダーレンズにも装備した。シリアルナンバーは568516から805000[12]。
- ローライフレックススタンダードノイ（Rolleiflex Standard Neu 、1939年発売） - デザイン的にはローライフレックスオートマット的なデザインであるがオートマット機能は持たず、1枚目を赤窓で出したら後はオートストップ。上下レンズにバヨネットマウントを装備する。シリアルナンバーは805000から927999[13]。
- ローライフレックスX（Rolleiflex X 、1949年発売） - ローライフレックスオートマットにシンクロ接点を装備した。レンズは当初「カール・ツァイス・イェーナ」銘、後に「ツァイス・オプトン」銘のテッサー7.5cmF3.5またはシュナイダー・クロイツナッハ製クセナー7.5cmF3.5[14]。後期型はファインダーフードにローライキンのマスクを装着するためのホック止めがつき、フィルム圧板が35mm時にはスライドすると直圧式にできるようになった[15]。シリアルナンバーは前期型1100000から1116999[14]、後期型1117000から1168000[15]。

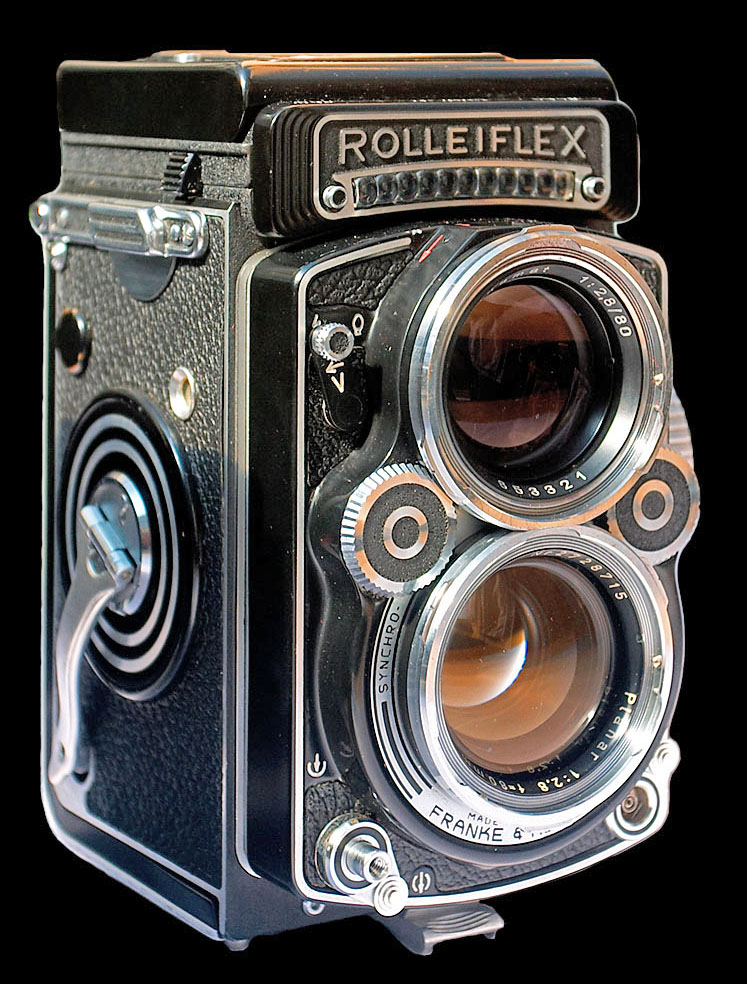
2.8

- ローライフレックス2.8A（Rolleiflex 2.8A 、1949年[15]または1950年[16]発売） - レンズは当初「カール・ツァイス・イェーナ」銘、後に「ツァイス・オプトン」銘のテッサー80mmF2.8を装着。シリアルナンバーは前期型1101000から1139999[15]、シンクロがMXになった後期型1201000から1203999[10]。
- ローライフレックスMX（Rolleiflex MX 、1951年発売） - ローライフレックスXにフラッシュバルブ用のM接点を追加装備した。またレンズの後ろに反射防止枠が付けられた[15]。
- ローライフレックス2.8B（Rolleiflex 2.8B 、1952年発売） - オプトン・テッサーの不評を受けてビオメター80mmF2.8を東ドイツから「輸入」し装着して発売された。シリアルナンバーは1204000から1260000[10]。
- ローライフレックス2.8C（Rolleiflex 2.8C 、1953年発売） - レンズはプラナー80mmF2.8またはクセノター80mmF2.8を装着。レンズの後ろに反射防止枠が付けられた。ピントノブが大型化され、ピント合わせが楽になった。二重撮影機能追加。絞り羽根は10枚で円形絞りに近い。シリアルナンバーは1260350から129999[10]。
- ローライフレックス3.5C（Rolleiflex 3.5C 、1954年発売） - シャッターは倍数系列のシンクロコンパーMX-EVS。レンズはテッサー75mmF3.5またはクセナー75mmF3.5を装着。シリアルナンバーは1428000から1478999[17]。
- ローライフレックス3.5D（Rolleiflex 3.5D 、1955年発売） - レンズはテッサー75mmF3.5またはクセナー75mmF3.5を装着。シリアルナンバーは1479000から1739999[17]。
- ローライフレックス2.8D（Rolleiflex 2.8D 、1955年発売） - レンズはプラナー80mmF2.8またはクセノター80mmF2.8を装着。シリアルナンバーは1600000から1620999[17]。
- ローライフレックス3.5E（Rolleiflex 3.5E 、1956年発売） - オプションでゴッセン製電気露出計を内蔵、新品で装備しなくても後で改造できた。レンズはプラナー75mmF3.5またはクセノター75mmF3.5を装着。シリアルナンバーは1850000から1869999[18]。
- ローライフレックス2.8E（Rolleiflex 2.8E 、1956年発売） - オプションで電気露出計を装備、新品で装備しなくても後で改造できた。レンズはプラナー80mmF2.8またはクセノター80mmF2.8を装着。シリアルナンバーは1621000から1665999[18]。
- ローライフレックスT（Rolleiflex T 、1958年発売） - テッサー75mmF3.5装着の普及モデル。少数だがクセナー75mmF3.5付きもある[19]。
- テレローライフレックス（Tele Rolleiflex 、1959年発売） - 望遠のゾナー135mmF4を装着する。1970年から220フィルムに対応した。
- ローライフレックス3.5E2（Rolleiflex 3.5E2、 1959年発売） - レンズはクセノター75mmF3.5を装着。ファインダーフッドやスクリーンが交換可能となった。シリアルナンバーは1870000から1872999[18]、アパーチュアー部にフィルムの平面性を保つガラスを装着できる後期型はシリアルナンバー2480000から2482999[19]。
- ローライフレックス2.8E2（Rolleiflex 2.8E2、 1959年発売） - レンズはプラナー80mmF2.8またはクセノター80mmF2.8を装着。ファインダーフッドやスクリーンが交換可能となった。シリアルナンバーは2350000から2356999[18][20]。
- ローライフレックス3.5E3（Rolleiflex 3.5E3、 1959年発売） - セルフタイマーがレバーになり位置も変更された。シリアルナンバーは2380000から2385050[21]。
- ローライフレックス2.8E3（Rolleiflex 2.8E3、 1959年発売） - セルフタイマーがレバーになり位置も変更された。シリアルナンバーは23600000から2362025[21]。
- ローライフレックス3.5F（Rolleiflex 3.5F 、1959年発売） - 内面反射防止のバッフルが取り付けられた[20]。プラナー75mmF3.5またはクセノター75mmF3.5を装着[21]。1965年から220フィルムに対応した[22]。

- ローライフレックス2.8F（Rolleiflex 2.8F 、1960年発売） - レンズはプラナー80mmF2.8またはクセノター80mmF2.8。1966年から220フィルムに対応した[22]。時代を代表するカメラとしてシャランやタイムスリップグリコにもなった。
  - ローライフレックス2.8Fゴールド（Rolleiflex 2.8F Aurum 、1982年[16]、または1983年[23]発売） - 外装を23金張、鰐革としたモデル。ローライ60周年記念450台限定モデル[23]。タイムスリップグリコのシークレットとなった[要出典]。
  - ローライフレックス2.8Fプラチナ（Rolleiflex 2.8F Platinum Edition 、1984年発売[16]） - 外装をプラチナ張、鰐革としたモデル。ファインダーレンズにはトリオター80mmF2.8を使用している。500台限定。木箱に入り証明書が付属する[23]。
- ワイドアングルローライフレックス（Wide-Angle Rolleiflex 、1961年発売） - 広角のディスタゴン55mmF4を装着する。「ワイドローライ」と略称される。
- ローライフレックス2.8GX（Rolleiflex 2.8GX 、1987年発売） - ローライフレックス2.8Fの復刻とされるがフィルム装填はセミオートマットに後退した。TTL露出計を内蔵している。レンズはプラナー80mmF2.8[24]。
  - ローライフレックス2.8GXゴールド（Rolleiflex 2.8GX Gold Edition 、1989年発売） - ローライフレックス発売60周年を記念し発売された。外装はグレー、初期ローライフレックスに使用されたロゴを使用している。銘板は金メッキ。
  - ローライフレックス2.8ロイヤル（Rolleiflex 2.8 Royal 、1996年発売） - 一部金仕上げをし木製ケースに入った限定版。
- ローライフレックス2.8FX（Rolleiflex 2.8FX 、2001年発売） - レンズはプラナー80mmF2.8。
- ローライフレックス4.0FW（Rolleiflex 4.0FW、2003年発売 ） - レンズはシュナイダー・クロイツナッハのスーパアンギュロン50mmF4。

#### ローライコードシリーズ
6×6cm判二眼レフカメラ。本来ローライフレックスの廉価版という位置づけだったが、その速写性から報道関係で多用される等独自の地位を築いた。フィルムの巻き上げ方法はノブ式となっている。シャッターチャージとレリーズは1つのレバーを往復させるのみで終了する。アタッチメントは初期の製品ではφ28.5mmカブセ式、それ以外ではバヨネットI型を使用する。

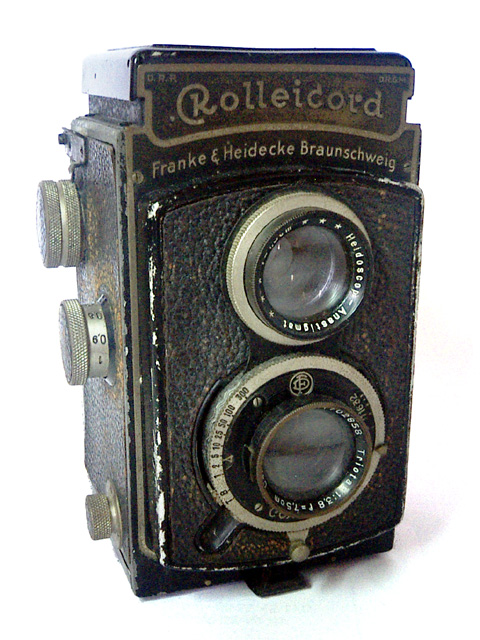
コードI型

- ローライコードI-1型（Rolleicord I 、1933年発売） - カメラの常識を破った斬新な唐草風の模様と金色の美しい外観から「金ピカコード」「アールデコ」等と俗称され人気を博した。フィルム装填は赤窓式、カウンターをリセットする。フィルム巻き上げはカウンターを見ながら巻き上げを止める。撮影レンズは独特の美しい描写をするトリオター7.5cmF4.5であり、これを好んで高級機のローライフレックスよりこちらを愛用した人も少なくなかった[25]。
- ローライコードI-2型（Rolleicord I 、1934年発売） - 外装が一般的な黒になった。撮影レンズはトリオター7.5cmF3.8。ファインダーレンズはF4。
- ローライコードIa-1型（Rolleicord Ia 、1936年発売） - フィルム巻き上げが自動巻き止めになった。
- ローライコードII-1型（Rolleicord II 、1936年発売） - パララックス自動補正の枠が出るようになった。撮影レンズはトリオター7.5cmF3.5。ファインダーレンズはF3.2。
- ローライコードIa-2型（Rolleicord Ia 、1937年発売） - ファインダーレンズがF4からF3.2に大口径化された。透視ファインダーが使用できるよう改良された。
- ローライコードII-2型（Rolleicord II 、1937年発売） - アタッチメントは撮影レンズのみバヨネットを装備した。
- ローライコードIa-3型（Rolleicord Ia 、1938年発売） - 銘板が浮き彫りのダイキャスト製になった。
- ローライコードII-3型（Rolleicord II 、1938年発売） - 銘板が浮き彫りのダイキャスト製になった。シリアルナンバー612000から858999[26]。
- ローライコードII-4型（Rolleicord II ） - アタッチメントは上下レンズともバヨネットマウントを装備する。
- ローライコードII-5型（Rolleicord II 、1949年発売） - シャッターが最高速1/500秒のコンパーラピッドになった。
- ローライコードIII型（Rolleicord III 、1950年発売） - 透視ファインダー装備。撮影レンズはトリオター7.5cmF3.5またはクセナー75mmF3.5。
- ローライコードIV型（Rolleicord IV 、1952年発売） - 巻き上げノブが大型化。内面反射防止バッフルを装備。M-X接点切り替え。カウンター自動復元。二重露光防止機構が付き、それに伴い二重露光レバーが付いた。レンズはクセナー75mmF3.5のみとなった。ローライキン装着に必要な透視ファインダー用金属マスクが装着できるようピントフード前面に3個のピン穴がついた[27]。
- ローライコードV型（Rolleicord V 、1954年発売） - ライトバリュー連動式。レンズはクセナー75mmF3.5。
- ローライコードVa型（Rolleicord Va 、1957年発売） - レンズはクセナー75mmF3.5。6×4.5cm判アダプターに対応。ピントノブがローライフレックスと同様の左側に移った。

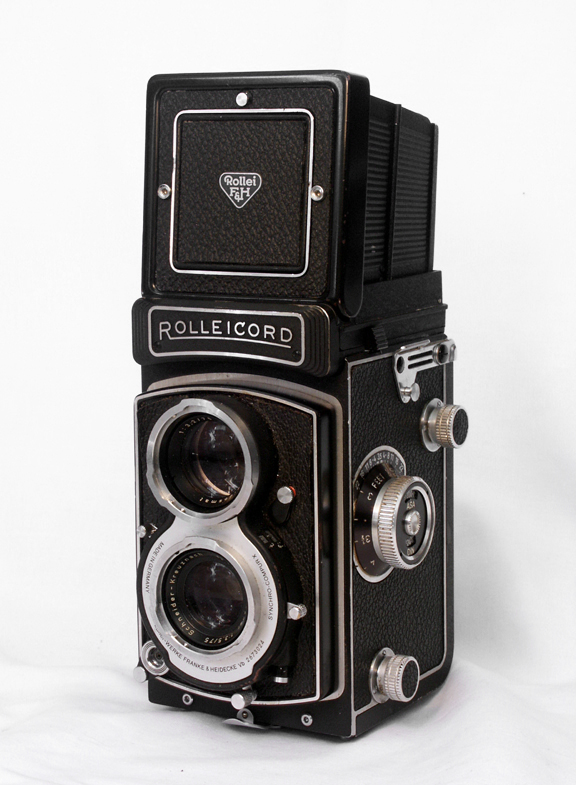
コードVb

- ローライコードVb型（Rolleicord Vb 、1962年発売） - ピントフッドが脱着式になった。ローライコードの最終型で完成型として人気が高い。レンズはクセナー75mmF3.5。

#### ローライマジックシリーズ
ゴッセンのセレン光電池式露出計を搭載しプログラムAEが可能である。アタッチメントはバヨネットII型を使用する。レンズは前玉回転式。ファインダーフッド、スクリーンは当初から交換可能。
- ローライマジックI型（Rollei Magic I 、1960年発売） - プログラムAE専用機。レンズはクセナー75mmF3.5[28]。
- ローライマジックII型（Rollei Magic II 、1962年発売） - プログラムAEの他にマニュアル露出も可能となった。レンズはクセナー75mmF3.5[23]。

#### 6×6cm判二眼レフカメラのオプション
非常に多くのオプションがある。互換性はある程度保たれているものの使用できないモデルもあるので注意が必要である。
- ローライキン（Rolleikin ） - 135フィルムを使用し24×36mm（ライカ）判で撮影できるが、ローライフレックス用とローライコード用がありその間の互換性はない[20][29]。
- ローライフィックス（Rolleifix ） - 三脚に迅速脱着できるクイックシュー[29]。
- ローライルクス（Rolleilux ） - バヨネットIでカメラに装着する露出計内蔵レンズフード。全体が美しいクロームメッキ。露出計はゴッセン製で、携行時はフードの内側に折り畳めるため破損の可能性も低い[30]。
- ローライマリン（Rolleimarine ） - ローライフレックス3.5Fで水中撮影をするためのカプセル[30]。
- ローライモーター（Rolleimot ） - モータードライブ。重く高価であったため普及しなかった[30]。
- ローライメーター（Rolleimeter ） - ファインダー前面に取り付け、繰り出される前板で連動される外付け連動距離計。ローライがレンジファインダー式カメラになる。ピントフードが脱着可能になったモデルには使用できない。部品組み替えによりF2.8レンズとF3.5レンズの両方に対応する[31][29]。
- ローライマグナー（Rolleimagnar ） - 焦点距離を4倍にするフロントコンバージョンレンズ[30]。
- ローライムター0.7×（Rolleimutar 0.7× 、1963年発売） - 焦点距離を0.7倍にするフロントワイドコンバーター。カール・ツァイス製で製造数は約1000個。ネジ止めアダプターリングの交換によりバヨネットI・バヨネットII（3.5F用と3.5E3用の2種あり）・バヨネットIII（1.5×用リングと形状は異なる）に対応するが、元々はローライフレックス3.5F用に造られた製品。純正の四角いロングストラップ付き茶革ケースが付属し、このケースは専用の2本のピンで連結できる。
- ローライムター1.5×（Rolleimutar 1.5× 、1963年発売） - 焦点距離を1.5倍にするフロントテレコンバーター。カール・ツァイス製で製造数は約1000個。ネジ止めアダプターリングの交換によりバヨネットI・バヨネットII（3.5F用と3.5E3用の2種あり）・バヨネットIII（0.7×用リングと形状は異なる）に対応するが、元々はローライフレックス3.5F用に造られた製品。純正の四角いロングストラップ付き茶革ケースが付属し、このケースは専用の2本のピンで連結できる。
- ローライナー（Rolleinar ） - 接写レンズ。バヨネットI、バヨネットII、バヨネットIIIにそれぞれ1から3号があり、テレローライ専用に0.7と0.35がある[29]。
- ローライペンタプリズム（Rolleipentaprism ） - アイレベルファインダー。ファインダーフードが交換できるモデルに使用できる[30]。
- アイリスストップ - 被写界深度を見るためのファインダー用絞りで、簡易な光学露出計も兼ねている。ファインダーレンズに被せて使用し、アタッチメントφ28.5mmカブセのモデルにしか使用できない[31]。
- アングルミラー - 正面からは撮影しにくいスナップ写真等90度横向きに撮影できるアタッチメント。ファインダーレンズに被せて使用し、アタッチメントφ28.5mmカブセのモデルにしか使用できない[32]。
- パノラマヘッド - カメラを左右に首振りさせて迅速に数枚撮影することでパノラマカメラとして使用できるアタッチメント[32]。
- プレートアダプター - 大名刺判乾板を使用する1枚撮り用アタッチメント[32]。
- ステレオヒットメント - カメラを左右にスライドさせて迅速に2枚撮影することでステレオカメラとして使用できるアタッチメント[32]。

### 一眼レフカメラ

#### ローライフレックスSL66シリーズ
6×6cm判一眼レフカメラ。シャッターは機械制御式縦走り布幕フォーカルプレーン式で、全てのモデルで電池がなくてもシャッターは動作する。ピント合わせは平面型ラックとヘリカルギアにより蛇腹を繰り出す方式。レンズ前面のバヨネットに対応するマウントがボディ側に装備されていてレンズの逆装着が簡単であり、前述のラック&ヘリカルギア機構により実現した約50mmの繰り出し量や上下各8°のスイングアオリと相俟って接写能力は非常に高い。ファインダー、フィルムマガジンは交換可能。

##### SL66シリーズボディー
- ローライフレックスSL66（Rolleiflex SL66 、1966年発売） - TTLファインダーに交換するとTTL平均測光が可能[24]。
- ローライフレックスSL66E（Rolleiflex SL66E 、1982年発売） - SPD素子によるTTL露出計をボディーに内蔵、平均測光が可能。専用フラッシュを使用するとTTLダイレクト調光可能[33]。
- ローライフレックスSL66SE（Rolleiflex SL66SE 、1986年発売） - スポット測光装備[33]。
- ローライフレックスSL66X（Rolleiflex SL66X 、1987年発売） - フラッシュの調光機能は備わっているが、定常光の測光機能が省かれたモデル[33]。

##### SL66シリーズ用レンズ
カール・ツァイスブランドの純正レンズは
- Fディスタゴン30mmF3.5 - 対角線魚眼レンズ。7群8枚構成。ピント至近時のワーキングディスタンス0m。フィルターは内蔵[34]。
- ディスタゴン40mmF4 - 9群10枚構成。ピント至近時のワーキングディスタンス0.006m。アタッチメントはシリーズVIII[34]。
- ディスタゴン50mmF4 - 7群7枚構成。ピント至近時のワーキングディスタンス0.05m。アタッチメントはシリーズVI[34]。
- プラナー80mmF2.8 - 5群7枚構成。ピント至近時のワーキングディスタンス0.16m。アタッチメントはシリーズVI[34]。レンズを逆向きに装着できるレトロマウンティング機能つき[35]。
- ディスタゴン80mmF4 - 5群5枚構成。ピント至近時のワーキングディスタンス0.16m。アタッチメントはシリーズVI。レンズシャッター付き。
- マクロプラナー120mmF4[注 2] - 4群6枚構成。ピント至近時のワーキングディスタンス0.58m。アタッチメントはシリーズVI。
- Sプラナー120mmF5.6 - 4群6枚構成。ピント至近時のワーキングディスタンス0.35m。アタッチメントはシリーズVI[34]。レンズを逆向きに装着できるレトロマウンティング機能つき[35]。
- ゾナー150mmF4 - 3群5枚構成。ピント至近時のワーキングディスタンス0.6m。アタッチメントはシリーズVI[34]。レンズを逆向きに装着できるレトロマウンティング機能つき[35]。
- ゾナー150mmF4 - 3群5枚構成。ピント至近時のワーキングディスタンス0.6m。アタッチメントはシリーズVI。レンズシャッター付き。
- ゾナー250mmF5.6 - 3群4枚構成。ピント至近時のワーキングディスタンス1.53m。アタッチメントはシリーズVI[34]。
- テレテッサー500mmF5.6 - 5群6枚構成。ピント至近時のワーキングディスタンス6m。アタッチメントはシリーズVII[34]。
- ミロター1000mmF5.6 - 反射望遠レンズ。5群5枚構成。ピント至近時のワーキングディスタンス22m。
- テレテッサー1000mmF8 - 4群4枚構成。ピント至近時のワーキングディスタンス21m。

自社ブランドの純正レンズは
- PCSローライゴン75mmF4.5 - 9群11枚。ピント至近時のワーキングディスタンス0.43m。シフト可能。逆望遠型。

がある。

#### ローライフレックス6000シリーズ
モータードライブ内蔵、電子制御式レンズシャッター6×6cm判一眼レフカメラ。フィルムマガジンは120/220フィルム共用。フィルムマガジンのカセットは上下対称なので新しいフィルム装填時スプールの入れ換えが不要。6×4.5cm判のマガジン、ポラマガジンもある。

##### 6000シリーズボディー

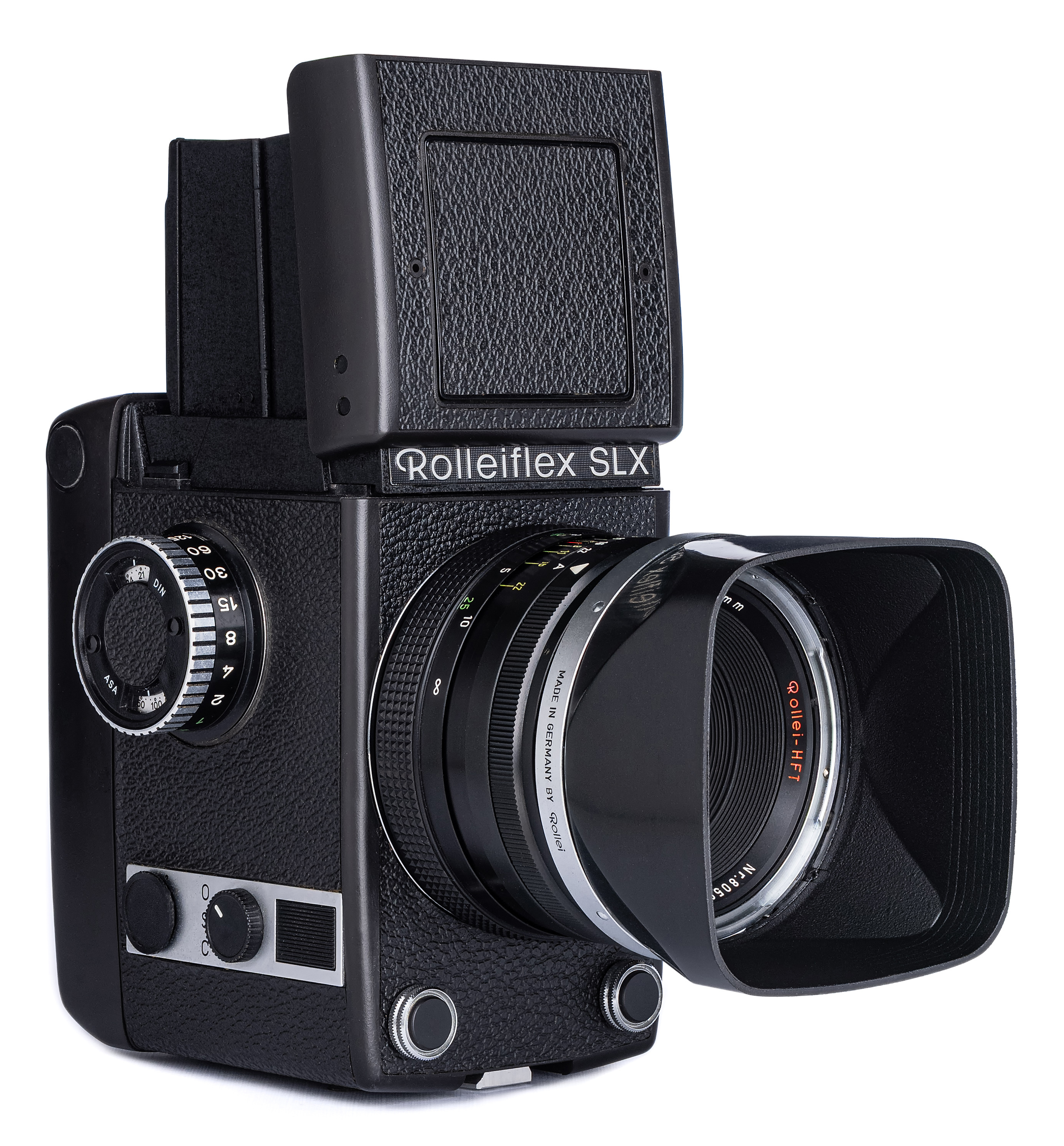
フレックスSLX

- ローライフレックスSLX（Rolleiflex SLX 、1974年発売） - 当初から絞りもリニアモーターで制御される等高度に電子化されていた。モータードライブは1コマ0.7秒。フィルム装填時には自動的に1コマ目でストップ、撮影終了すると自動的に巻き取られる。電源は9.6Vニッケルカドミウム電池、3時間の充電で1000コマ撮影可能、残り40コマの電池残量になるとファインダー上部のバッテリーチェックLEDが点灯して警告する[33]。
- ローライフレックス6006（Rolleiflex 6006 、1984年発売） - マガジン交換式となった[33]。
- ローライフレックス6002（Rolleiflex 6002 、1986年発売） - マガジン交換機能を省略した普及版。ローライゴン80mmF2.8とセット販売された[36]。
- ローライフレックス6008プロフェッショナル（Rolleiflex 6008 Professional ） - ローライフレックス6006をベースにコンピューター制御の電子シャッター、TTL露出計、オートブラケッティング露出など自動化を進めたプロ用モデル[36]。
- ローライフレックス6008SRC1000（Rolleiflex 6008SRC1000 ） - ローライフレックス6008プロフェッショナルにレンズシャッター最高速となる1/1000秒を搭載する等さらに発展させたモデル[36]。
- ローライフレックス6008インテグラル（Rolleiflex 6008 Integral 、1996年1月発売） - ローライフレックス6008SRC1000をマスターコントロールユニット対応とした改良版。マニュアルフォ−カス機。マルチモードAE（P、A、S、M）対応。
- ローライフレックス6008インテグラル2（Rolleiflex 6008 Integral2 ）
- ローライフレックス6008AF（Rolleiflex 6008AF ） - 世界初の6×6cm判オートフォーカスカメラ。
- ローライフレックス6001（Rolleiflex 6001 ） - マニュアルフォーカス・マニュアル露出専用機。
- ローライフレックスHy6（Rolleiflex Hy6 ） - デジタルとフィルムの双方で撮影可能なカメラ。
- ローライフレックスHy6 Mod2（Rolleiflex Hy6 Mod2 ） - ローライフレックスHy6の後継機。

##### 6000シリーズ用レンズ
PQレンズや無銘レンズは一般的な最高速度1/500秒のレンズシャッターを装備している。PQSレンズは最高速度1/1000秒のレンズシャッターを装備している。AFレンズはローライフレックス6008AFやローライフレックスHy6との組み合わせでオートフォーカスが可能となる。
カール・ツァイスブランドの純正レンズは
- ディスタゴン40mmF4 - 9群10枚。近距離補正方式を採用し最短撮影距離0.5m。アタッチメントはシリーズVIII[34]。
- ディスタゴン50mmF4 - 7群7枚。最短撮影距離0.5m。アタッチメントはシリーズVI[34]。
- プラナー80mmF2.8 - 5群7枚。最短撮影距離0.9m。アタッチメントはシリーズVI[34]。
- Sプラナー120mmF5.6 - 4群6枚。最短撮影距離0.95m。アタッチメントはシリーズVI[34]。
- ゾナー150mmF4 - 3群5枚。最短撮影距離1.4m。アタッチメントはシリーズVI[34]。
- ゾナー250mmF5.6 - 3群4枚。最短撮影距離2.5m。アタッチメントはシリーズVI[34]。
- テレテッサー350mmF5.6 - 4群4枚。最短撮影距離5m。アタッチメントはシリーズVII[34]。

- FディスタゴンPQ30mmF3.5 - 対角線魚眼レンズ。7群8枚。最短撮影距離0.3m。フィルターは後部にφ24mmP=0.5mmねじ込みを使用する[37]。
- ディスタゴンPQ40mmF4 - 10群11枚。最短撮影距離0.5m[37]。
- ディスタゴンPQ50mmF4 - 7群7枚。最短撮影距離0.5m。アタッチメントはシリーズVI[37]。
- ディスタゴンPQ50mmF4FLE - 8群9枚。近距離補正方式を採用し最短撮影距離0.5m。アタッチメントはシリーズVI。
- ディスタゴンPQ60mmF3.5 - 7群7枚。最短撮影距離0.6m。アタッチメントはシリーズVI[37]。
- プラナーPQ110mmF2 - 5群7枚。最短撮影距離0.8m。アタッチメントはφ95mmねじ込み。
- テレテッサーPQ350mmF5.6 - 4群4枚。最短撮影距離5m。アタッチメントはφ86mmねじ込み[37]。
- テレテッサーPQ500mmF8 - 3群5枚。最短撮影距離8.5m。アタッチメントはφ86mmねじ込み[37]。
- テレテッサーPQ1000mmF8 - 4群4枚。最短撮影距離21m[37]。

- プラナーPQS80mmF2.8 - 5群7枚。最短撮影距離0.9m。アタッチメントはシリーズVI[37]。
- マクロプラナーPQS120mmF4 - 4群6枚。最短撮影距離0.8m。アタッチメントはシリーズVI[37]。
- ゾナーPQS150mmF4 - 3群5枚。最短撮影距離1.4m。アタッチメントはシリーズVI[37]。
- ゾナーPQS250mmF5.6 - 3群4枚。最短撮影距離2.5m。アタッチメントはシリーズVI[37]。

シュナイダー・クロイツナッハブランドの純正レンズは
- クセノター80mmF2.8 - 5群7枚。最短撮影距離0.9m。アタッチメントはシリーズVI。
- クルタゴン60mmF3.5 - 7群7枚。最短撮影距離0.6m。アタッチメントはシリーズVI。
- テレクスナー150mmF4 - 3群5枚。最短撮影距離1.4m。アタッチメントはシリーズVI。

- スーパーアンギュロンPQ40mmF3.5 - 逆望遠型8群8枚。近距離補正方式を採用し最短撮影距離0.4m。アタッチメントはφ77mmねじ込み[37]。
- スーパーアンギュロンPQ50mmF2.8 - 逆望遠型8群9枚。最短撮影距離0.6m。アタッチメントはφ95mmねじ込み。
- PCSスーパーアンギュロンPQ55mmF4.5 - 逆望遠型8群10枚。最短撮影距離0.5m。アタッチメントはシリーズVIII。シフト可能[37]。
- クセノターPQ80mmF2 - 5群7枚。最短撮影距離0.8m。アタッチメントはφ86mmねじ込み[37]。
- アポジンマーPQ150mmF4.6マクロ - 4群6枚。最大倍率1:1.05。ベローズまたはエクステンションリングを併用する必要がある。アタッチメントはシリーズVI[37]。
- テレクスナーPQ180mmF2.8 - 6群6枚。最短撮影距離1.8m。アタッチメントはφ95mmねじ込み[37]。
- アポテレクスナーPQ300mmF4 - 6群6枚。最短撮影距離3.2m。アタッチメントはφ95mmねじ込み[37]。
- バリオゴンPQ75-150mmF4.5 - 13群15枚。最短撮影距離1.8m。アタッチメントはφ95mmねじ込み[37]。
- バリオゴンPQ140-280mmF5.6 - 14群17枚。最短撮影距離2.5m。アタッチメントはφ95mmねじ込み[37]。

- スーパーアンギュロンPQS50mmF2.8 - 逆望遠型8群9枚。近距離補正方式を採用し最短撮影距離0.6m。アタッチメントはφ95mmねじ込み[37]。
- クセノターPQS80mmF2.8 - 6群7枚。最短撮影距離0.8m。アタッチメントはφ95mmねじ込み。
- アポジンマーPQS90mmF4マクロ - 4群6枚。最短撮影距離0.4m。アタッチメントはφ95mmねじ込み[37]。

- AFスーパーアンギュロンPQS50mmF2.8 - 逆望遠型8群9枚。近距離補正方式を採用し最短撮影距離0.6m。アタッチメントはφ95mmねじ込み。
- AFクセノターPQS80mmF2.8 - 6群7枚。最短撮影距離0.8m。アタッチメントはシリーズVI。
- AFテレクスナーPQ180mmF2.8 - 7群7枚。最短撮影距離1.8m。アタッチメントはφ95mmねじ込み。
- AFバリオゴンPQS60-140mmF4.6 - 11群13枚。最短撮影距離0.7m。アタッチメントはφ112mmねじ込み。

自社ブランドの純正レンズは
- ローライゴン50mmF4 - 8群8枚。最短撮影距離0.5m。アタッチメントはφ77mmねじ込み。
- ローライゴン80mmF2.8 - ローライフレックス6002とセット販売された。5群6枚。最短撮影距離0.9m。アタッチメントはφ67mmねじ込み。
- ローライゴン150mmF4 - 4群5枚。最短撮影距離1.4m。アタッチメントはφ67mmねじ込み。

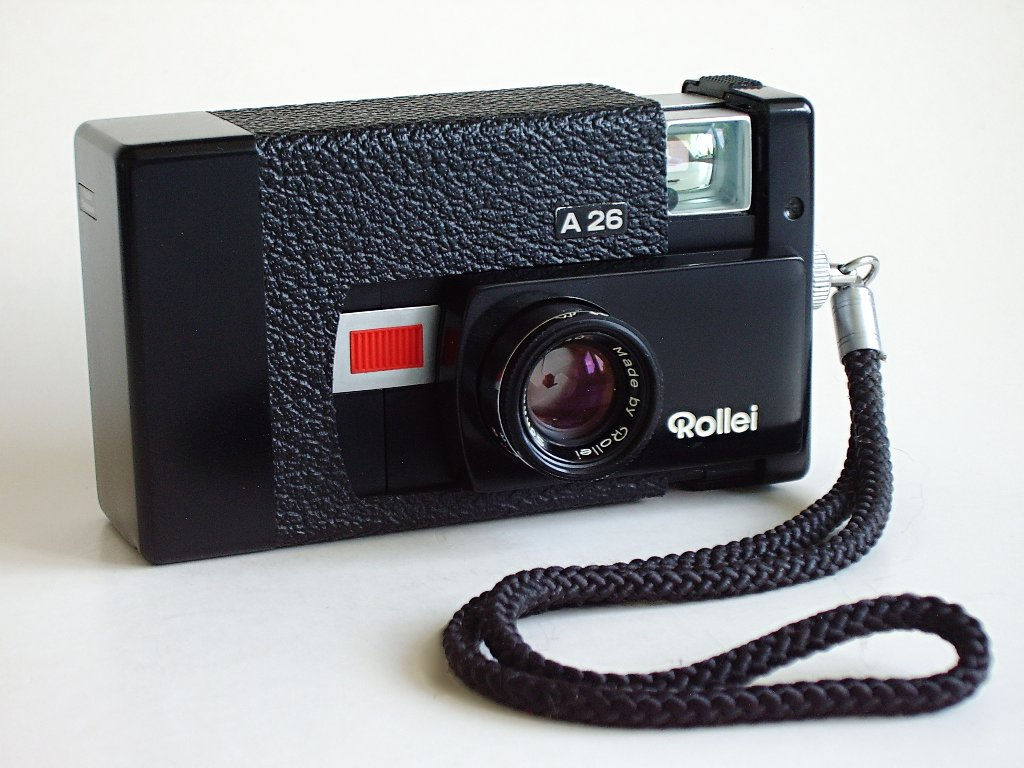
A26

がある。

## 126フィルム使用カメラ
- ローライフレックスSL26（Rolleiflex SL26 1968年発売） - 「126フィルム」使用の一眼レフカメラ。搭載レンズはテッサー40mmF2.8だが前群交換式で、広角のプロテッサー28mmF3.2と望遠のプロテッサー80mmF4が別売りされた[38]。
- ローライA26（Rollei A26 、1973年発売） - 126フィルム使用、1972年のフォトキナで発表された。CdS露出計によるプログラムEE。レンズは沈胴式の4群4枚ゾナー40mmF3.5を採用し、ボディを左右にスライドさせることによってレンズ格納とフィルム巻き上げをする。ピント合わせはゾーンマークによる。専用フラッシュはC26で、JIS規格のシンクロ接点は装備されないので他のフラッシュは使用できない[38]。設計はハインツ・ヴァースケ[7]。

## 127フィルム使用カメラ

### 三眼レフステレオカメラ
二眼レフカメラの原型となった。撮影レンズ、ビューレンズ、撮影レンズの順に横に並び、ファインダーフッドは中央から上に開く。
- ベビーハイドスコープ（Baby Heidoscop 、1921年発売） - 4.5×10.7cm判写真乾板を使用する。レンズはテッサー5.5cmF4.5を装着した個体が多いがハイドスコープ・オルソチグマット、シュタインハイル製Unofokaiを装着しているものもある。シャッターはデッケルのステレオコンパウンド（Stereo Compound ）[8]。
- ローライドスコープ（ Rolleidoscop 、1927年発売） - 127フィルムを使用し「ベビーローライドスコープ」と呼ばれる。レンズはテッサー5.5cmF4.5。シャッターはステレオコンパウンド（Stereo Compound ）。

### 二眼レフカメラ

#### ローライフレックス4×4シリーズ
127フィルムを使用し4×4cm判。「ベビーローライ」と呼ばれる。
- ローライフレックス4×4オリジナル（1931年発売） - 順番はこちらが先行であるがローライフレックススタンダードをそのまま縮小したようなデザイン。レンズはテッサー6cmF3.5。
- ローライフレックス4×4（1957年発売） - 6×6cm判モデルで言うとローライフレックス2.8C辺りに近い近代的なデザインで黒の他にグレーモデルがある。後発のヤシカ44があまりにそっくりで訴訟となった。ベビーローライの俗称がある。ピントフッドを閉めることでシャッターロックが掛かる。オートマットだがローラーを通すような手続きは不要。装着レンズはクセナー60mmF3.5。

#### 4×4cm判二眼レフカメラのオプション
- ローライマグナー（Rolleimagnar ） - 焦点距離を4倍にするフロントコンバージョンレンズ[30]。
- ローライルクス（Rolleilux ） - バヨネットIでカメラに装着する露出計内蔵レンズフード。全体が美しいクロームメッキ。露出計はゴッセン製で、携行時はフードの内側に折り畳めるため破損の可能性も低い[30]。
- プレートアダプター - アトム判乾板を使用する1枚撮り用アタッチメント[32]。

## 135フィルム使用カメラ

### 一眼レフカメラ

#### ローライフレックスSL35/SL2000シリーズ
24×36mm（ライカ）判一眼レフカメラ。SL35シリーズは一般的な一眼レフカメラの形状をしているが、SL2000/3000シリーズはモータードライブ内蔵、フィルムバックシステムにてフィルムを日中途中交換可能という機能を持ち小型ムービーカメラのような特異な形状である。レンズマウントはQBMマウント。ピンの数により3世代に分かれボディーとの組み合わせにより機能制限が出る。シャッターはフォーカルプレーン式。SL35シリーズは元々ツァイス・イコンがカメラから撤退する際にイカレックスシリーズ最終機SL706の製造設備をフォクトレンダーの商標とともに譲り受けて製造を始めたもので、ローライフレックスブランドとフォクトレンダーブランドが並行して販売された。

##### SL35/SL2000シリーズボディー
- ローライフレックスSL35（Rolleiflex SL35 、1970年発売） - シャッターは機械式で布幕フォーカルプレーン。CdSによる中央部重点式TTL絞り込み測光。初期はドイツ製、後シンガポール製で、それぞれクロームとブラックがある[38]。
- ローライフレックスSL350（Rolleiflex SL350 ） - 機械式シャッター。TTL開放測光[39]。
- ローライフレックスSL35M（Rolleiflex SL35M 、1976年発売） - 機械式シャッター[39]。フォクトレンダーVSL1BMとほぼ同一。
- ローライフレックスSL35ME（Rolleiflex SL35ME 、1976年発売） - 電子式シャッター[39]。フォクトレンダーVSL2オートマチックとほぼ同一。
- ローライフレックスSL35E（Rolleiflex SL35E 、1978年発売） - 電子式シャッター。ローライフレックスSL35MEのシャッター幕を金属化したモデル[39]。フォクトレンダーVSL3Eとほぼ同一。
- ローライフレックスSL2000F（Rolleiflex SL2000F 、1981年発売） - モータードライブ内蔵、電子制御式シャッター。マガジンシステムにより撮影途中でフィルム交換が自由にできる。アイレベルファインダーとウェストレベルファインダーが切り替えできる。このため小さいムービーカメラのような非常に特徴的な外観となった。シャッターボタンは両側にあり、どちらの手でもシャッターが切れる。電源は単3×5本[40]。1976年のフォトキナにアンダーテーブルで出品され、その当時の試作品が最高シャッタースピード1/2000秒を装備していたことからこの名前になったと思われるが、1980年に量産機として発表された時には最高シャッタースピード1/1000秒であった[41]。
- ローライフレックス3003（Rolleiflex 3003 、1984年発売） - ローライフレックスSL2000Fの後継機。最高シャッタースピード1/2000秒を装備。ボディートップにシャッターボタンが新設された[39]。
- ローライフレックス3001（Rolleiflex 3001 、1987年発売） - ローライフレックス3003からウェストレベルファインダーとそれ用のシャッターボタンを省略した普及機[40]。

##### SL35/SL2000シリーズ用レンズ
カール・ツァイスブランドの純正レンズは
- Fディスタゴン16mmF2.8 - 対角線魚眼。7群8枚。最短撮影距離は0.3m。フィルター内蔵。
- ディスタゴン15mmF3.5 - 12群13枚。最短撮影距離は0.16m。フィルター内蔵。
- ディスタゴン18mmF4 - 9群10枚。最短撮影距離は0.3m。フィルターはφ70mmスリップオン。
- ディスタゴン25mmF2.8 - 7群8枚。最短撮影距離は0.25m。アタッチメントはφ49mmねじ込み。
- ディスタゴン28mmF2 - 8群9枚。近距離補正方式で最短撮影距離は0.24m。アタッチメントはφ55mmねじ込み。
- ディスタゴン35mmF2.8 - 5群5枚。最短撮影距離は0.4m。アタッチメントはφ49mmねじ込み。
- ディスタゴン35mmF1.4 - 8群9枚。近距離補正方式で最短撮影距離は0.3m。アタッチメントはφ67mmねじ込み。
- プラナー50mmF1.4 - 6群7枚。最短撮影距離は0.45m。アタッチメントはφ49mmねじ込み。
- プラナー50mmF1.8 - 6群7枚。最短撮影距離は0.45m。アタッチメントはφ49mmねじ込み。
- マクロプラナー60mmF2.8 - 4群6枚。最短撮影距離は0.27m。アタッチメントはφ55mmねじ込み。
- プラナー85mmF1.4 - コンタレックス用の光学系を流用した5群6枚。最短撮影距離は1m。アタッチメントはφ67mmねじ込み。
- ゾナー85mmF2.8
- ゾナー135mmF2.8 - 4群4枚。最短撮影距離は1.6m。アタッチメントはφ55mmねじ込み。
- テレテッサー135mmF4 - 4群4枚。最短撮影距離は1.6m。アタッチメントはφ49mmねじ込み。
- テレテッサー200mmF4 - 5群6枚。最短撮影距離は2.5m。アタッチメントはφ67mmねじ込み。
- ミロター500mmF4.5 - 反射望遠レンズ。5群5枚。最短撮影距離は3.5m。フィルターはスライド式。
- ミロター1000mmF5.6 - 反射望遠レンズ。5群5枚。最短撮影距離は12m。フィルターはスライド式。
- テレテッサー1000mmF8 - 4群4枚。最短撮影距離は14.5m。フィルターはスライド式。

シュナイダー・クロイツナッハブランドの純正レンズは
- SLアンギュロン35mmF2.8 - 逆望遠型。
- PC-クルタゴン35mmF4 - シフトレンズ。6群7枚構成。最短撮影距離は0.3m。アタッチメントはφ49mmねじ込み。

自社ブランドの純正レンズは
- ローライナー14mmF3.5 - 7群10枚構成。最短撮影距離は0.3m。フィルター内蔵。
- ローライナー21mmF4 - 8群9枚構成。最短撮影距離は0.45m。アタッチメントはφ58mmねじ込み。
- ローライナー28mmF2.8 - 7群7枚構成。最短撮影距離は0.3m。アタッチメントはφ58mmねじ込み。日本製。
- ローライナー35mmF2.8 - 5群7枚構成。最短撮影距離は0.4m。アタッチメントはφ52mmねじ込み。
- ローライナー50mmF3.5 - マクロレンズ。4群5枚構成。最短撮影距離は0.22m。アタッチメントはφ49mmねじ込み。
- ローライナー85mmF2.8 - 4群4枚構成。最短撮影距離は0.85m。アタッチメントはφ52mmねじ込み。
- ローライナー105mmF2.8 - 4群4枚構成。最短撮影距離は1.2m。アタッチメントはφ52mmねじ込み。
- ローライナー105mmF2.8 - マクロレンズ。6群6枚構成。最短撮影距離は0.35m。アタッチメントはφ55mmねじ込み。
- ローライナー135mF2.8 - 4群4枚構成。最短撮影距離は1.5m。アタッチメントはφ52mmねじ込み。
- ローライナー200mmF3.5 - 4群4枚構成。最短撮影距離は2.3m。アタッチメントはφ58mmねじ込み。
- ローライナー400mmF5.6 - 5群8枚構成。最短撮影距離は4m。アタッチメントはφ72mmねじ込み。
- レフレックスローライナー500mmF8 - 反射望遠レンズ。2群7枚構成。最短撮影距離は1.5m。アタッチメントはφ35.5mmねじ込み。
- ローライナー28-105mmF3.2-4.5 - 11群15枚。最短撮影距離は0.25m。アタッチメントはφ67mmねじ込み。
- ローライナー35-105mmF3.5-4.3 - 13群16枚。最短撮影距離は1.6m。アタッチメントはφ55mmねじ込み。
- ローライナー50-250mmF4-5.6 - 11群14枚。最短撮影距離は1.8m。アタッチメントはφ55mmねじ込み。
- ローライナー80-200mmF2.8 - 11群17枚。最短撮影距離は1.8m。アタッチメントはφ77mmねじ込み。
- ローライナー80-200mmF4 - 9群12枚構成。最短撮影距離は1.9m。アタッチメントはφ55mmねじ込み。

がある。純正アダプターでM42マウントのレンズも絞り込み測光にて使用できる。

### レンジファインダーカメラ

#### ローライ35RFボディー
- ローライ35RF（Rollei 35RF 、2002年発売） - 24×36mm（ライカ）判レンズ交換型レンジファインダーカメラ。連動距離計が組み込まれ40mm、50mm、80mmの枠を持つブライトフレームファインダーを備える。フォクトレンダーのベッサR2をベースにしており、ブライトフレーム等に独自の変更を加えている。

#### ローライ35RF用レンズ
- ゾナー40mmF2.8 - リングを外すとライカLマウントになる。
- プラナー80mmF2.8 - ローライフレックス2.8FXの光学系を流用した。ニコンF用ヘリコイドを装着するとニコンFマウントになる。

ライカMマウント互換のRMマウントのため他のレンズも使用できる。

### コンパクトカメラ

#### ローライ35シリーズ
24×36mm（ライカ）判でありながらホットシューをカメラ底側に付け、巻き戻しをライカM5様に下から行ない、レンズを沈胴式にする等ぎりぎりの小型化により当時流行していた24×18mm（ハーフ）判カメラよりも小さなボディサイズを実現した。カール・ツァイスのレンズ、デッケルのコンパーシャッター、ゴッセンの露出計と当時の超一流品をその小さなボディーに詰め込み、写りは非常に良い。アタッチメントはテッサー/クセナー/トリオターモデルがφ24mmねじ込み、ゾナーモデルがφ30.5mmねじ込み。セレン光電池式のB35、露出計を装備しないC35を除き露出計用の電池を必要とする。ピント合わせは目測で、最短撮影距離0.9m。

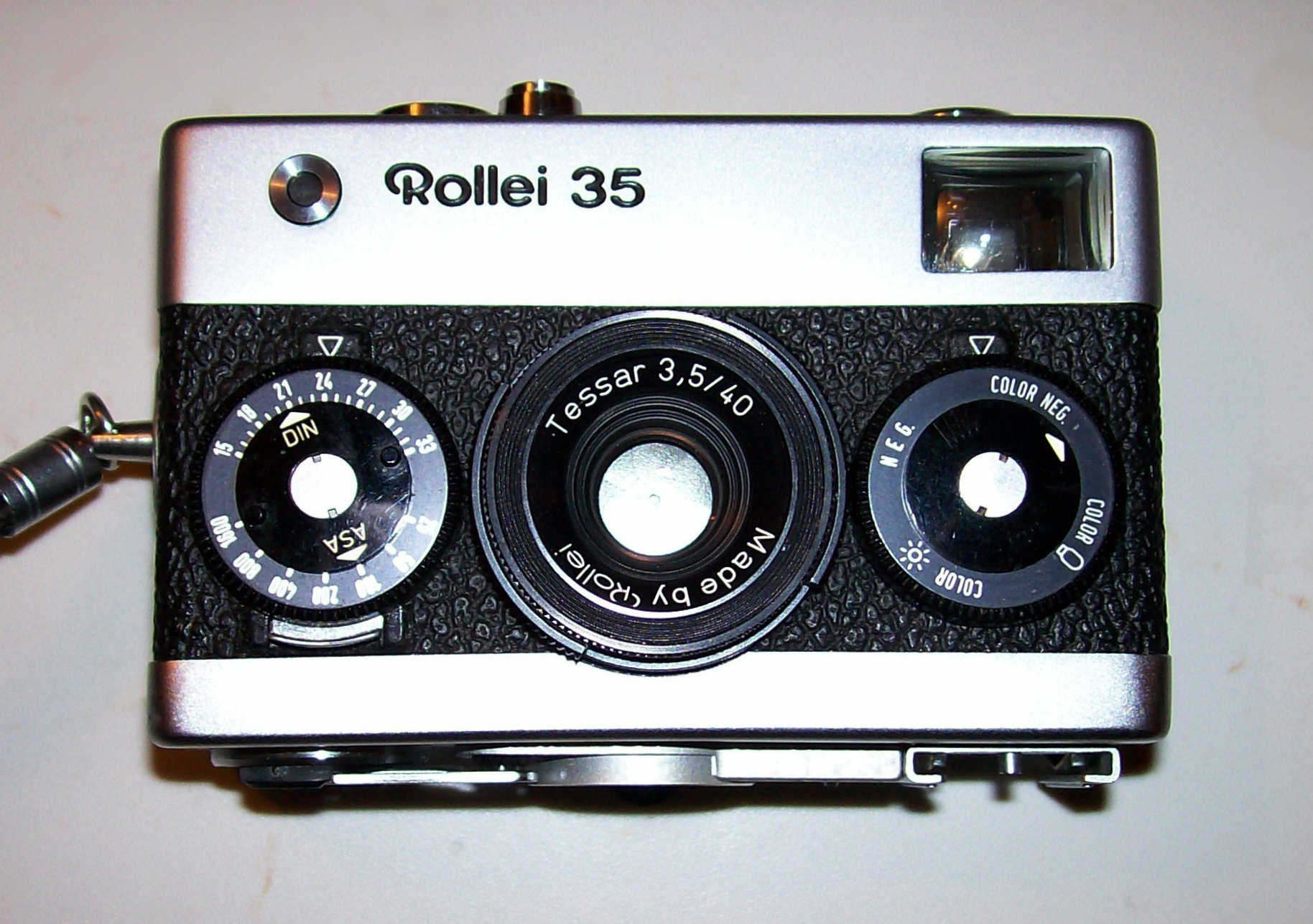
35

- ローライ35（Rollei 35 、1966年フォトキナで発表、1967年発売） - 設計はハインツ・ヴァースケ[7]。ボディ前面にダイヤルを配したデザイン等を特徴とする。連動露出計はCdS式。初期型はドイツ製、その後シンガポール製となり、ドイツ製に人気がある。3群4枚テッサー40mm3.5が装着されたが一部に3群4枚クセナー40mmF3.5付きが存在する[42]。新品当時の価格は￥69,000と高価であり、アサヒカメラのニューフェース診断室に「この種の性能を持つ国産カメラの価格を比べるといかにも割高であり、たしかにひとつは持っていてよいカメラではあるが、そういう希望をかなえられる人が果たして何人いるだろうか。」というため息にも似たコメントがある。
  - ローライ35ゴールド（Rollei 35 Gold 、1970年発売） - 創業50周年を記念して製造されたローライ35のゴールド仕上げ版。製造台数は発表されていないが一説によると1500台[43]。

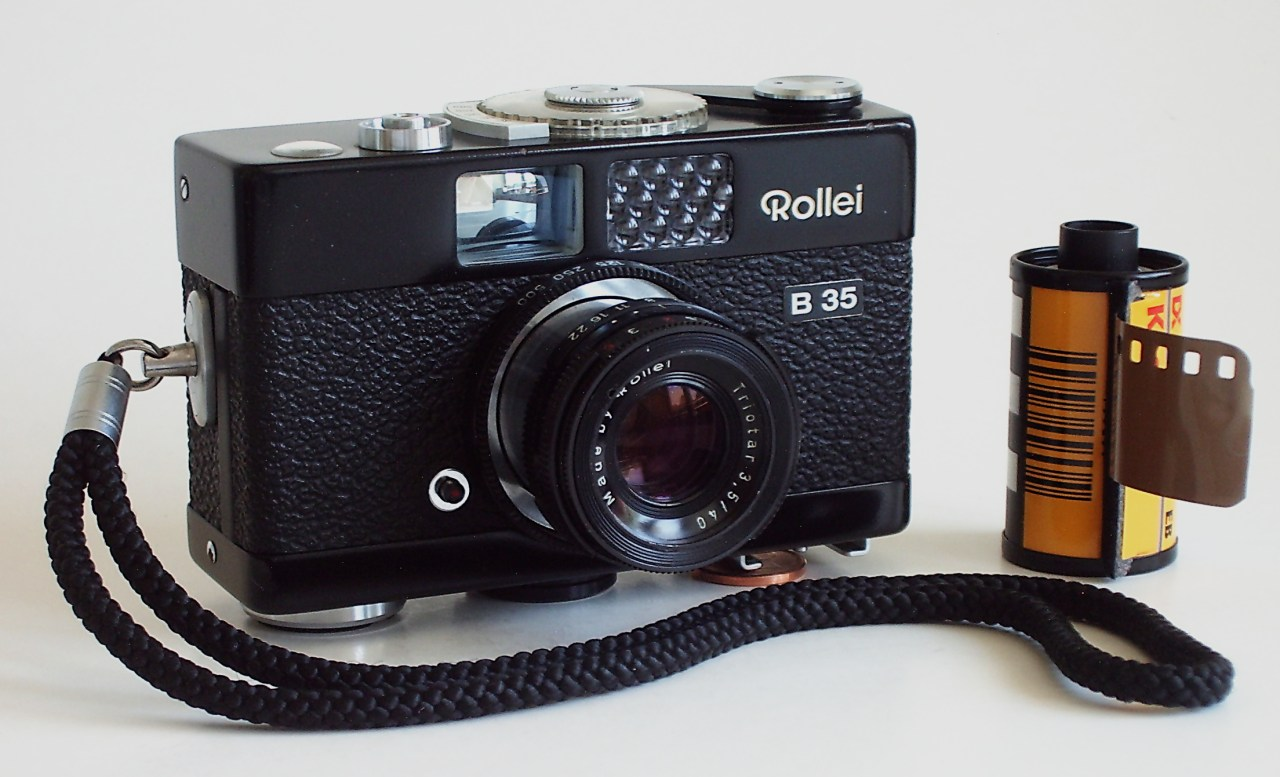
B35黒

- ローライB35（Rollei B35 、1969年発売） - 3群3枚トリオター40mmF3.5付きの普及版。スローシャッターを装備しない。セレン光電池式露出計は連動でなく読み取り式。35Bと表記されているものもある[42]。設計はハインツ・ヴァースケ[7]。
- ローライC35（Rollei C35 、1969年発売） - ローライB35からスローシャッター、露出計を省略したモデル[43]。壊れるところが少ないため現在では逆に人気がある。

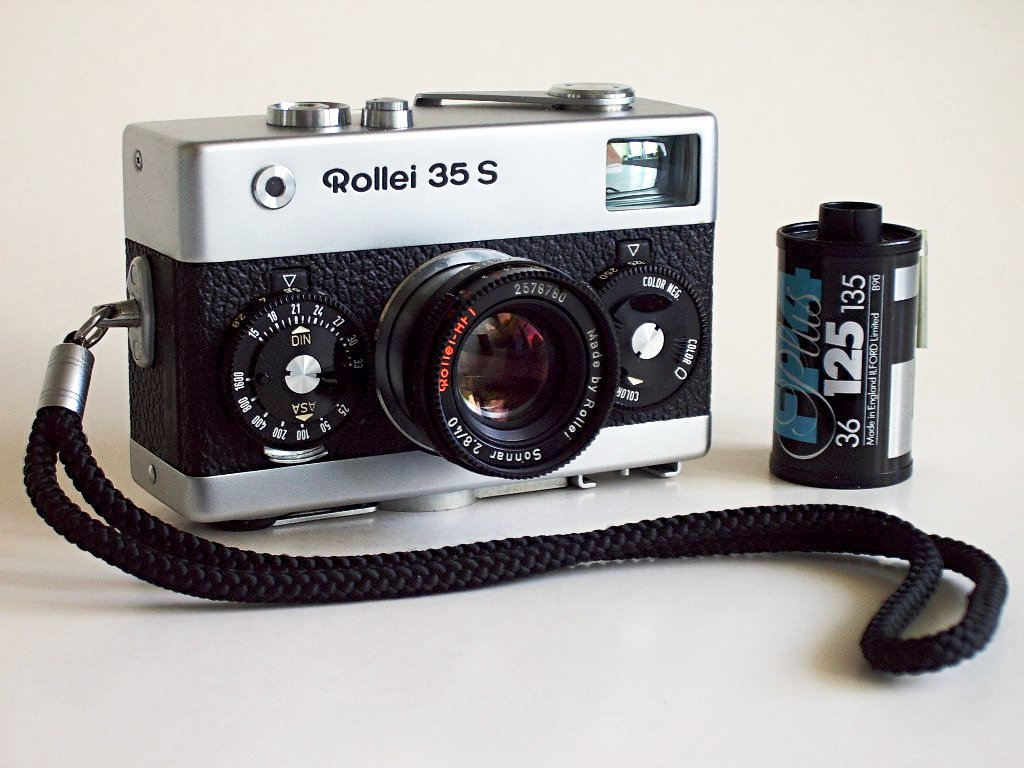
35S

- ローライ35S（Rollei 35S 、1974年発売） - 4群5枚ゾナー40mmF2.8付きの高級版。被写界深度が浅いがローライ35同様距離計はないので、ピントに注意が必要である。設計はハインツ・ヴァースケだが、本人は自分の仕事だとは認めたがらなかったという[7]。
  - ローライ35Sシルバー（Rollei 35S Silver 、1979年発売） - ローライ35Sが多数販売されたことを記念してコレクター向けに製造されたシルバー仕上げ版。革も銀色になっている[44]。
  - ローライ35Sゴールド（Rollei 35S Gold 、1980年発売） - 創業60周年を記念して製造されたローライ35Sのゴールド仕上げ版[45]。
  - ローライ35プラチナ（Rollei 35 Platin 、1986年発売） - ローライ35Sのプラチナ仕上げ版。444台限定。革は薄茶色のトカゲ革。格納箱と証明書がついていた[45]。ゾナー付きなので本来機種名はローライ35Sプラチナとなるべきであるが機種名にSの文字はない。
- ローライ35T（Rollei 35T 、1976年発売） - ゾナー付きのローライ35Sが出てからは従来のテッサー付きはこの名称となった[43]。
- ローライ35LED（Rollei 35LED 、1978年発売） - トリオター40mmF3.5付きの普及版。スローシャッターを装備しない。SPD式露出計を装備する[42]。
- ローライ35SE（Rollei 35SE 、1980年4月発売[46]） - ローライ35Sの露出表示を指針式からファインダー内LED式に改めたもの[44]。
- ローライ35TE（Rollei 35TE 、1980年4月発売[47]） - ローライ35SEと同様に、ローライ35Tの露出表示を指針式からファインダー内LED式に改めたもの[43]。
- ローライ35クラシック（Rollei 35 Classic 、1991年発売、2010年限定版ビンテージ・バージョンで復活） - ローライ35Sの復刻版。ただしホットシューはカメラの上側に移されている[45]。
  - ローライ35ロイヤル（Rollei 35 Royal 、1996年発売） - 一部金仕上げをし木製ケースに入った限定版。
- ローライ35AF（Rollei 35 AF 、2024年11月発売） - 35mmF2.8のレンズを搭載し、オートフォーカスと絞り優先AE機能を有する。

#### ローライプレーゴシリーズ
全自動24×36mm（ライカ）判コンパクトカメラ。
- プレーゴ30（Prego30 ） - レンズはAFアポゴン30mmF3.5。
- プレーゴ115（Prego115 ）
- プレーゴ125（Prego125 ）
- プレーゴミクロンAF（Prego Micron AF 、1995年2月発売） - レンズは4群4枚30mmF3.5。
- プレーゴ90（Prego90 、1996年3月発売） - レンズは8群11枚バリオアポゴン38-90mmF4.8-11.1を固定装着する。
- プレーゴ145（Prego145 、1997年1月発売） - レンズはバリオアポゴン38-145mmF3.7-10.9を固定装着する。電源はCR2。
- プレーゴ70（Prego70 、1999年1月発売） - 無限遠固定モード、10秒-60秒のインターバルタイマー、パノラマ撮影機能搭載。レンズは5群6枚バリオアポゴン35-70mmF4.5-8.5を固定装着する。
- プレーゴ70デート（Prego70Date ） - プレーゴ70とほぼ同一。
- プレーゴ90デート（Prego90Date 、2002年9月2日発売） - レンズは6群のバリオアポゴン38-90mmF4.8-11.1を固定装着する。
- プレーゴ105デート（Prego105Date 、2002年9月2日発売） - レンズは6群のバリオアポゴン38-105mmF4.8-11.1を固定装着する。
- プレーゴ100WA（Prego100WA 、2002年発売） - レンズは6群6枚の28-100mmF5.8-10.5を固定装着する。
- プレーゴ130WA（Prego130WA 、2002年発売） - レンズは6群7枚のバリオアポゴン28-130mmF5.8-11.5を固定装着する。
- プレーゴ160（Prego160 、2002年発売） - レンズは8群10枚の38-160mmF5.8-12.6。
- プレーゴズームAF（Prego Zoom AF 、日本国内販売なし?） - レンズは35-70mmF3.9-7.1を固定装着する。
- プレーゴ140（Prego140 、2009年9月発売） - バリオアポゴン38-140mmF4.6-12.2を固定装着する。

#### その他のコンパクトカメラ
- ローライXF35（Rollei XF35 、1975年発売） - 名称からローライ35シリーズに含めることもあるが、その特徴は全く持ち合わせない普通のコンパクトカメラ。連動距離計。レンズはゾナー40mmF2.3を固定装着する[48]。
- ローライマット35F（Rolleimat 35F 、1979年発売） - ポップアップ式のエレクトロニックフラッシュを内蔵している。露出計はCdS。シャッターはプログラムAE、電子式で1/60〜1/350秒。レンズはローライ38mmF2.8固定。ゾーンフォーカス。
- ローライマット35AF（Rolleimat 35AF 、1980年発売） - オートフォーカス。製造は日本のメーカーが担当した。レンズはローライノン38mmF2.8固定[49]。
- ローライマット35AFM（Rolleimat 35AFM 、1981年発売） - ローライマット35AFにモーターを内蔵して自動巻き上げとしたもの[49]。
- ローライマルチ（1981年4月発売） - 自動焦点、自動巻き上げ、フラッシュ内蔵EEカメラ。レンズは3群4枚ローライノン38mmF2.8を固定装着する。最短撮影距離は1m。アタッチメントはφ46mmねじ込み。生産は日本メーカーに委託されている。ボディーには「Rollei Flash35AF II」とある[46]。
- ローライファミリー（1981年4月発売） - フラッシュ内蔵EEカメラ。レンズは3群4枚ローライ38mmF2.8を固定装着する。最短撮影距離は0.9m。連動距離計の他ゾーンマークも装備している[47]。ボディーには「Rollei 35RF」とあるが2002年発売のレンズ交換式カメラとは別物。
- ローライマチック（Rolleimatic 、1981年発売） - 露出計はSPD。ボディー右前板を前後させることによりシャッターチャージとフィルム巻き上げを行なうユニークな形式。レンズは3群4枚ローライナー38mmF2.8を固定装着する[46][48]。試作時の名称はフォクトレンダーV35[7]。設計はハインツ・ヴァースケ[7]。
- ローライQZ35W（Rollei QZ35W 、1997年7月発売） - レンズは8群10枚バリオアポゴン28-60mmF2.8-5.6を固定装着する[50]。
- ローライQZ35T（Rollei QZ35T 、1997年7月発売） - レンズは8群10枚バリオアポゴン38-90mmF2.8-5.6を固定装着する[50]。
- ローライAFM35（Rollei AFM35 、2001年11月発売） - レンズは非球面レンズを含む3群4枚ローライS-アポゴン38mmF2.6HFTを固定装着。

## デジタルカメラ
- ローライフレックスミニデジ（2004年発売） - ローライフレックスシリーズを模した超小型の二眼レフ型デジタルカメラ。200万画素CMOSセンサー・固定式フォーカスというスペックの、いわゆるトイデジカメであるが、上から覗き込んでクランクレバーを巻き上げてからシャッターを切るという撮影スタイルやスクエアフォーマットの採用など、ローライフレックスのスタイルを忠実に受け継いでいる。
- ローライフレックスミニデジAF5.0 - オートフォーカス。レンズは4.9mmF2.8固定。

## インスタントカメラ
- ローライフレックスインスタントカメラ（2018年発売） - 富士フイルムのチェキに採用されているinstax規格のフィルムを用いた二眼レフインスタントカメラ。ベースモデルはビーハーフのMiNT InstantFlex TL70であり、手動絞り設定・ストロボ内蔵の機能を引き継ぎ、ファインダーはTL70より明るく見やすくしている。